# Andrijiwka (rejon olewski)
Andrijiwka (ukr. Андріївка) – wieś na Ukrainie, w obwodzie żytomierskim, w rejonie olewskim. W 2001 roku liczyła 219 mieszkańców.